# Associació Catalana de Comunicació Científica
Associació Catalana de Comunicació Científica (ACCC) és una entitat professional creada el 1990 a Barcelona que agrupa professionals de la comunicació científica, periodisme especialitzat, ciència, divulgació científica i edició de l'àmbit català amb interès per comunicar i divulgar la informació científica en els mitjans escrits, digitals i audiovisuals. El seu objectiu és promoure, difondre, ampliar i millorar la comunicació científica a territoris de parla catalana i incidir en els aspectes socials i polítics de la informació científica, vetllant perquè contribueixi al progrés social.
Vol contribuir a millorar en la comunicació i divulgació dels avenços científics mitjançant la llista de distribució de l'ACCC i els Papers de Comunicació Científica. També organitza trobades entre experts i periodistes, així com disposa d'una borsa de treball. Edita el butlletí digital Papers de l'ACCC i és un dels convocants de la Setmana de la Ciència. Ha organitzat durant molts anys el Premi Joan Oró a la divulgació de la ciència. El 2023 n'era president Rubén Permuy, periodista i comunicador científic a la UCC+i de la Universitat Oberta de Catalunya.
L'ACCC va rebre el Premi Nacional de Comunicació Científica 2019 organitzat per la Fundació Catalana per a la Recerca i la Innovació (FCRi) amb el suport de la Generalitat de Catalunya.

## Iniciatives destacades
L’ACCC impulsa diverses iniciatives en el món de la comunicació i el periodisme científic, de les quals destaquen:
- Projecte PerCientEx,[8] sobre periodisme científic d'excel·lència, l’objectiu del qual és recopilar aquells articles de periodisme científic que destaquin per la seva innovació, treball investigador, l'ús de noves narratives o periodisme de dades. Està coordinat per l’ACCC i rep el suport de la Fundación Española para la Ciencia y la Tecnología (FECYT). En l'edició de 2021, el projecte va comptar amb la coorganització de Science for Change i la participació voluntària de la ciutadania en diversos tallers.[cal citació]
- Il·lustraciència,[9] un projecte l’objectiu del qual és divulgar i premiar la il·lustració científica i de natura. Entre les accions que duu a terme destaca el Premi Internacional d’Il·lustració Científica i Naturalista. Està organitzat per l'ACCC i el Museu Nacional de Ciències Naturals (MNCN-CSIC), amb el suport de la Fundación Española para la Ciencia y la Tecnología (FECYT), el Ministeri de Ciència, Innovació i Universitats i l'Obra Social «la Caixa». La iniciativa inclou també nombrosos cursos d'il·lustració científica presencials i en línia, xerrades, trobades i altres activitats.[cal citació]
- Buscaciència, una agenda de cultura científica, impulsada per l’ACCC amb el suport de l'Institut de Cultura de l’Ajuntament de Barcelona, creada pel membre de l’Associació Octavi Planells.[10]
- Grups de treball. L’associació proporciona als seus membres la possibilitat de crear grups de treball de diferents temàtiques en relació amb la comunicació i la divulgació de la ciència, com el grup de perspectiva de gènere en la ciència (amb projectes com ara l'exposició «Científiques Catalanes 2.0»[11] o CientífiqArt), el de nanociència i nanotecnologia, el d’oceanografia i medi ambient i el d’art i ciència.[12]

## Afiliacions
L'ACCC és membre de l'European Union of Science Journalists' Associations (EUSJA), la World Federation of Science Journalists (WFSJ), l'Associació d'entitats de Vil·la Urània, del Consell Català de Comunicació Científica (C4), forma part del Cens d'entitats per al foment de la llengua catalana i és societat adherida de la Confederación de Sociedades Científicas de España (COSCE).